# Georgi Boos
Georgi Valentínovich Boos (en ruso: Георгий Валентинович Боос n. el 22 de enero de 1963 en Moscú, Unión Soviética) es un empresario y político ruso, antiguo gobernador del óblast de Kaliningrado.
Nació en Moscú, hijo de un ingeniero ruso descendiente de alemanes de Crimea y de una ingeniera rusa descendiente de rusos, judíos y armenios.
En 1995–1998 y 1999–2005, diputado en la Duma. 
El 14 de septiembre de 2005, fue propuesto por el presidente Vladímir Putin como gobernador del óblast de Kaliningrado.
- Wikimedia Commons alberga una categoría multimedia sobre Georgi Boos.